# Every Ghanaian Living Everywhere
Die Every Ghanaian Living Everywhere Party (EGLE, auch Eagle Party oder EAGLE) ist eine politische Partei in Ghana. Sie wurde 1992 als Eagle party gegründet. Sitz der Partei ist Accra.
Im Jahre 2004 hat sich speziell für die am 7. Dezember 2004 durchgeführten Präsidentschafts- und Parlamentswahlen die EGLE zusammen mit der Great Consolidated Popular Party (GCPP) und dem People’s National Convention zur Grand Coalition zusammengeschlossen. Die Grand Coalition steht unter dem Vorsitz von Edward Mahama.
Die EGLE ist derzeit nicht im ghanaischen Parlament vertreten.
Vorsitzender der Partei
- Nana Yaw Boakye Ofori-Atta (2004)
- Daniel Ofori-Atta (2006)

Vizevorsitzender
- Alhaji Rahman Jamatutu